# Espermatorrea
La espermatorrea (del griego spérma, semen, y rhein, derramar) es una enfermedad caracterizada por la salida de semen del pene sin estimulación previa. Esta puede ser abundante o escasa, pero siempre de manera involuntaria.
No se debe confundir con una polución nocturna, ya que no se trata de una eyaculación mientras se está dormido, sino de una pérdida continua mientras se está despierto.
Puede haber presencia de pus en el semen, el cual se torna fétido y espeso y a veces de color amarillo o verde.

## Causas
La espermatorrea es producida por causas de origen orgánico. En estos casos siempre hay una inflamación o una infección de la uretra, en vesículas seminales o la próstata.

## Tratamiento
En estas situaciones se impone la consulta con el médico para que detecte prontamente al agente causante de la inflamación o la infección.
El tratamiento para la espermatorrea lo indicará el profesional y será de acuerdo al agente que provocó esta patología mediante terapia con antibióticos.